# Premio Guillaume-Apollinaire
Il premio Guillaume-Apollinaire è un premio letterario che viene assegnato ogni anno ad una raccolta di poesie premiandone l'originalità e la modernità.

## Storia
Il premio Guillaume-Apollinaire fu fondato nel 1941 dal poeta Henri de Lescoët, in omaggio al poeta del quale porta il nome.
È uno dei più importanti premi alla poesia in Francia, chiamato talvolta il «Goncourt della poesia».
Assegnato fisicamente dal 1975 al 2005 presso il famoso ristorante parigino Drouant, dal 2006 al 2010 venne consegnato presso l'hôtel Claret e nell'ottobre 2012 la sua consegna ebbe luogo per la prima volta presso l'hôtel Lutetia.
Esso ammonta a una somma dai 1500 ai 3500 euro.

## Membri della giuria
I membri della giuria del premio Guillaume-Apollinaire sono eletti a vita. Dall'ultimo rinnovo (2011), la giuria è così composta:
- Charles Dobzynski (nato nel 1929) – presidente
- Jean-Pierre Siméon (nato nel 1950) – segretario generale
- Marc Alyn (nato nel 1937)
- Marie-Claire Bancquart (nata nel 1932)
- Linda Maria Baros (nata nel 1981)
- Tahar Ben Jelloun (nato nel 1944)
- Zéno Bianu (nato nel 1950)
- Georges-Emmanuel Clancier (nato nel 1914)
- Philippe Delaveau (nato nel 1950)
- Guy Goffete (nato nel 1947)
- Bernard Mazo (1939-2012)
- Jean Portante (nato nel 1950)
- Robert Sabatier (1923-2012)

## Premiati
Il premio è stato attribuito 9 volte all'insieme delle opere di: Paul Gilson, Pierre Seghers, Marcel Béalu, Vincent Monteiro, Luc Estang, Léopold Sédar Senghor, Jean-Claude Renard, Yves Martin, e Claude Roy.
È stato attribuito poi 9 volte a raccolte pubblicate da Éditions Seghers, 6 volte a Flammarion e 4 volte a Gallimard.
Anni 1940
- 1941: Just Calveyrach per Guyane, Isole di Lerino
- 1942: Roger Bellion per Les Faubourgs du ciel, Profils Litt. Fr.
- 1943: Yves Salgues per Le Chant de Nathanael, Profils Litt. Fr.
- dal 1944 al 1946: non assegnato
- 1947: Hervé Bazin per Jour, Isole di Lerino
- 1948: Jean L'Anselme per Le Tambour de ville, LEC, éd. Contemporaines, e Rouben Melik per Passeur d'horizon, Isole di Lerino
- 1949: non assegnato

Anni 1950
- 1950: Paul Chaulot D'autres terres, Isole di Lerino
- 1951: Paul Gilson per l'insieme delle sue opere
- 1952: Alain Bosque per Langue morte, Sagittaire
- 1953: Jean Malrieu per Préface à l'amour, Cahiers du Sud e Armand Lanoux per Colporteur, Seghers
- 1954: André de Richaud per Le Droit d'asile, Seghers
- 1956: Robert Sabatier per Les Fêtes solaires, Albin Michel
- 1957: Jacques Baron per Les Quatre temps, Seghers
- 1957: Gilbert Trollie per La Colline, Seghers
- 1958: Jean Rousselot per L'Agrégation du temps, Seghers
- 1959: Luc Bérimont per L'Herbe à tonnerre, Seghers, e Pierre Seghers per l'insieme delle sue opere

Anni 1960
- 1960: Marcel Béalu e Vincent Monteiro per l'insieme delle loro opere
- 1961: Jean Breon per Chair e soleil, La Table Ronde
- 1962: Jeanne Kieffer per Cete Sauvage lumière, Gallimard
- 1963: Jean Bancal per Le Chemin des hommes, Silvaire
- 1964: Jean Desmeuzes per Ballade en Sol majeur, Millas-Martin
- 1965: Robert Lorho (pseudonimo : Lionel Ray) per Légendaire, Seghers
- 1966: Catherine Tolstoï per Ce que savait la rose, Seghers
- 1967: Lorand Gaspar per Le Quatrième état de la matière, Flammarion
- 1968: Luc Estang per l'insieme delle sueœuvre
- 1969: Albert Fabre per La Lumière est nommée, Seghers

Anni 1970
- 1970: Pierre Dalle Nogare per Corps imaginaire, Flammarion
- 1971: Gaston Bonheur per Chemin privé, Flammarion
- 1972: Serge Michenaud per Scorpion Orphée, éditions Guy Chambelland
- 1973: Marc Alyn per Infini au-delà, Flammarion
- 1974: Léopold Sédar Senghor per l'insieme delle sue opere
- 1975: Charles Le Quintrec per Jeunesse de dieu, Albin Michel
- 1976: Bernard Noël per Les Trois cases du « Je », Flammarion
- 1977: Édouard J. Maunick per Ensoleillé vif, Le Cherche Midi
- 1978: Jean-Claude Renard per l'insieme delle sue opere
- 1979: Jean Laugier per Rituel per une ode, Edizioni Caractères

Anni 1980
- 1980: Vénus Khoury-Ghata per Les Ombres e leurs cris, Belfond
- 1981: Gaston Miron per L'Homme rapaillé, Maspéro
- 1982: Jean Orize per Le Voyageur absent, Grasse
- 1983: Pierre Gabriel per La Seconde porte, Rougerie
- 1984: Pierrete Micheloud per Les Mots, la pierre, La Braconnière
- 1985: Jean-Vincent Verdonne per Ce qui demeure, Rougerie
- 1986: Claude-Michel Cluny per Asymétries, La Différence
- 1987: Yves Broussard per Nourrir le feu, Sud-Poésie
- 1988: James Sacré per Une Fin d'après-midi à Marrakech, André Dimanche
- 1989: Philippe Delaveau per Eucharis, Gallimard

Anni 1990
- 1990: Jacques Gaucheron per Entre mon ombre e la lumière, Edizioni Messidor
- 1991: Yves Martin per l'insieme delle sue opere
- 1992: François de Cornière per Tout cela
- 1993: René Depestre per Anthologie personnelle, Actes Sud
- 1994: Jean-Pierre Siméon per Le Sentiment du monde, Cheyne
- 1995: Claude Roy per l'insieme delle sue opere
- 1996: Patrice Delbourg per L'Ampleur du désastre, Le Cherche Midi
- 1997: Richard Rogne per Lutteur sans triomphe, L'Estocade
- 1998: Anise Koltz per Le Mur du son, Edizioni phi, Luxembourg
- 1999: Claude Mourthé per Dit plus bas, Le Castor Astral

Anni 2000
- 2000: Alain Jouffroy per C'est aujourd'hui toujours, Gallimard
- 2001: Alain Lance per Temps criblé, Obsidiane/Le temps qu'il fait
- 2002: Claude Adelen per Soleil en mémoire, Dumerchez
- 2003: François Montmaneix per Les Rôles invisibles, Le Cherche Midi
- 2004: Jacques Darras per Vous n'avez pas le vertige, Gallimard/L'Arbalète
- 2005: Bernard Chambaz per Été, Flammarion
- 2006: Jean-Baptiste Para per La Faim des ombres, Obsidiane
- 2007: Linda Maria Baros per La Maison en lames de rasoir, Cheyne
- 2008: Alain Borer per Icare & I don't, Edizioni du Seuil
- 2009: Jacques Ance per L'Identité obscure, Letres Vives

Anni 2010
- 2010: Jean-Marie Barnaud per Fragments d'un corps incertain, Cheyne
- 2011: Jean-Claude Pirotte per Cete âme perdue, Le Castor Astral e Autres Séjours, Le Temps qu'il fait
- 2012: Valérie Rouzeau per Vrouz, La Table ronde
- 2013: Frédéric Jacques Temple per Phares, balises & feux brefs, suivi de Périples, Bruno Doucey
- 2014: Aksinia Mihaylova per Ciel à perdre, Gallimard
- 2015: Liliane Wouters per Derniers feux sur terre, Editions Le Taillis Pré
- 2016: Pierre Dhainaut per l'insieme delle sue opere
- 2017: Serge Pey per Flamenco: les souliers de la Joselito, Les fondeurs de brique/Dernier Télégramme
- 2018 : Cécile Coulon per Les Ronces, Le Castor astral
- 2019 : Olivier Barbarant per Un grand instant, Champ Vallon

Anni 2020
- 2020: Nimrod per Petit Éloge de la lumière nature, Obsidiane[1]
- 2021: André Velter per Séduire l’univers précédé d'À contre-peur, Gallimard[2]
- 2022: Denise Desautels per Disparaître, L'herbe qui tremble[3]
- 2023: Patrick Laupin per La Mort provisoire, La rumeur libre éditions[4]
- 2024: Michèle Finck per La voie du large, Éditions Arfuyen[5]